# Brunon Piotrowicz
Brunon Piotrowicz (Cieszyn, 1930. szeptember 18. – 2022. június 30.) lengyel nemzetközi labdarúgó-játékvezető.

## Pályafutása

### Nemzetközi játékvezetés
A Lengyel labdarúgó-szövetség Játékvezető Bizottsága (JB) terjesztette fel nemzetközi játékvezetőnek, a Nemzetközi Labdarúgó-szövetség (FIFA) bíróinak keretébe. Több nemzetek közötti válogatott- és klubmérkőzést vezetett vagy partbíróként tevékenykedett. A lengyel nemzetközi játékvezetők rangsorában, a világbajnokság-Európa-bajnokság sorrendjében többedmagával a 13. helyet foglalja el 2 találkozó szolgálatával.

## Statisztika

### Nemzetközi válogatott mérkőzései
| #  | Dátum             | Helyszín                      | Hazai       | Eredmény | Vendég     | Kiírás       | Gólok | Esemény |
| -- | ----------------- | ----------------------------- | ----------- | -------- | ---------- | ------------ | ----- | ------- |
| 1. | 1969. október 19. | Szkopje, Stadion Gradski Park | Jugoszlávia | 4 – 0    | Belgium    | vb-selejtező | -     |         |
| 2. | 1970. július 26.  | Jéna, Ernst Abbe Sportfeld    | NDK         | 5 – 0    | Irak       | barátságos   | -     |         |
| 3. | 1971. október 13. | Glasgow, Hampden Park         | Skócia      | 2 – 1    | Portugália | Eb-selejtező | -     |         |
|    | Összesen          |                               |             | 3        | mérkőzés   |              |       |         |